# Musa Noah Kamara
Musa Noah Kamara (Área rural de Freetown, Sierra Leona, 6 de agosto de 2000) es un futbolista de Sierra Leona que juega en la posición de delantero centro con el Bo Rangers FC de la Liga Premier de Sierra Leona.

## Carrera

### Club
| Periodo   | Club                          |
| --------- | ----------------------------- |
| 2018      | AIK Freetong                  |
| 2019      | East End Lions                |
| 2019      | Trelleborgs FF                |
| 2020-2021 | East End Lions                |
| 2021      | → Hadiya Hossana FC (cedido)  |
| 2021–2023 | Bo Rangers FC                 |
| 2021-2022 | → Al-Ittihad Tripoli (cedido) |
| 2023      | Ports Authority FC            |
| 2023-     | Bo Rangers FC                 |

### Selección nacional
A nivel de selecciones menores representó a Sierra Leona en una ocasión a nivel sub-20. Kamara debutó con Sierra Leona en un partido amistoso ante Liberia el 26 de julio de 2018. Jugó en la Copa de Naciones de la WAFU 2019. Al no realizar el viaje al distrito de Kono para jugar un partido amistoso en noviembre de 2019 alegando sufrir mareos, fue vetado por dos partidos internacionales luego de que lo descbrieran jugado un partido de fútbol en Freetown en ese momento.
Kamara fue convocado para jugar en la Copa Africana de Naciones 2021, donde anotó su primer gol internacional en el empate 2–2 ante Costa de Marfil el 16 de enero de 2022.

## Logros

### Club
- Liga Premier de Sierra Leona (2): 2019, 2022/23

### Individual
- Goleador de la Liga Premier de Sierra Leona (3):[7] 2019 (15 goles), 2021/22 (19 goles), 2023/24 (14 goles)